# Hisdesat
Hisdesat (Hisdesat Servicios Estratégicos, S.A.), gegründet am 17. Juli 2001, ist ein spanischer Satellitenbetreiber, der Nachrichtensatelliten für zivile und militärische Anwendungen bereitstellt, hauptsächlich in den Hochfrequenzbändern X und Ka.
Zurzeit betreibt Hisdesat drei Satelliten:
- XTAR-EUR. Start: 2005; Position: 29° Ost. Frequenzen: X-Band
- SpainSAT. Start: 2006; Position: 30° West. Frequenzen: X-Band, Ka-Band.
- SpainSAT NG 1. Start: 2025; Position: 30° West. Frequenzen: X-Band, milit. Ka-Band.

## Projekte
Am 6. November 2008 unterschrieb das spanische Verteidigungsministerium einen Vertrag zur Herstellung von zwei mit optischen Kameras und Radar ausgestatteten Aufklärungssatelliten, die den Namen Paz und Ingenio tragen sollen. Paz wurde von EADS-CASA produziert und am 22. Februar 2018 gestartet. Ingenio wurde von EADS Astrium hergestellt, ging jedoch am 17. November 2020 bei einem Fehlstart verloren.